# Кришткиндельсмерик
Кришткиндельсме́рик (Christkindelsmärik, на эльзасском диалекте — «ярмарка Младенца Христа»), во французском произношении также Кристкиндельсмери́к, Кристкиндельсмари́к — традиционный рождественский базар в Страсбурге. Существует с 1570 года, являясь старейшим во Франции и одним из старейших в Европе. С 1992 года в Страсбурге, наряду с историческим Кришткиндельсмериком на площади Брольи, проходит также ряд других рождественских ярмарок и мероприятий под общим лозунгом «Страсбург — столица Рождества». Ежегодно они привлекают более двух миллионов посетителей.

## XII—XIX века
Традиция зимнего предрождественского базара существовала в Страсбурге с конца XII века. Изначально он проходил 6 декабря, в День святителя Николая, и носил соответствующее название — Klausenmärik («ярмарка Святого Николая»). Однако в годы Реформации, после того как в 1525 году Эльзас стал протестантским, вместо католического Святого Николая, традиционно считавшегося главным дарителем подарков детям, стал популяризироваться образ Младенца Иисуса. Особенно рьяно его пропагандировал пастор Иоганнес Флиннер. Под влиянием его проповедей городской совет Страсбурга 4 декабря 1570 года постановил, что базар отныне должен называться Christkindelsmärik — «ярмарка Младенца Христа» — а ещё некоторое время спустя он стал в строгом смысле слова рождественским, то есть приуроченным к Рождеству, как и само вручение подарков детям. Впоследствии, когда Эльзас перешёл к Франции, традиция проведения рождественского базара сохранилась и получила новое развитие. Долгое время Кришткиндельсмерик оставался единственным базаром такого рода во Франции.
На протяжении нескольких веков рождественский базар был местом, где жители города могли приобрести всё необходимое для празднования Рождества (свечи, пряники, всевозможные лакомства, позднее также рождественские ёлки и украшения, и т. п.) и разнообразные иные товары (от одежды до бижутерии). Время и место его проведения неоднократно менялись. Так, в XIX — начале XX века базар устраивался за три дня до рождественского Сочельника. В начале XIX века он длился шесть дней, затем (с 1863 года) семь дней, но уже во второй половине века стал работать на протяжении 36 дней. Первоначально базар размещался на площади перед Страсбургским собором. Затем, с 1830 года, он расположился на площади Клебера. В 1840-х — 1860-х годах новые торговые ряды появлялись на разных улицах и площадях города. И, наконец, в 1870 году традиционным местом проведения рождественского базара стала площадь Брольи.

## XX—XXI века
В 1970-х — 1980-х годах Кришткиндельсмерик постепенно утратил былую популярность: большинство горожан предпочитали совершать предпраздничные покупки в супермаркетах. Кроме того, возникла конкуренция с другими рождественскими базарами региона, в частности, Кайзерсбергским. Поэтому в 1992 году, чтобы поддержать интерес к старинной традиции, в Страсбурге провели целый ряд рождественских ярмарок и прочих мероприятий под общим лозунгом «Страсбург — столица Рождества» (фр. Strasbourg, Capitale de Noël). С тех пор это стало новой традицией города, а страсбургский рождественский базар обрёл невиданную до тех пор популярность.
Традиционное историческое название «Кришткиндельсмерик» закрепилось за рождественским базаром на площади Брольи. Кроме того, в разных местах исторической части Страсбурга (в том числе на соборной площади) начали устраивать и другие рождественские ярмарки, также получившие собственные названия. В общей сложности их насчитывается более дюжины, а рождественских киосков — более 300. Продолжительность работы увеличилась до пяти недель.
Помимо рождественского базара, «столица Рождества» привлекает посетителей многочисленными праздничными украшениями и различными мероприятиями. В их числе — масштабные рождественские иллюминации, которые в этот период украшают весь городской центр. Кроме того, в городе устанавливается несколько рождественских ёлок, в том числе главная ёлка на площади Клебер, насчитывающая не менее 30 м в высоту и весящая от семи до девяти тонн.
Рождественский базар в Страсбурге является одним из самых популярных во Франции и в Европе в целом. Ежегодно он привлекает более двух миллионов посетителей и приносит доход около 250 млн евро. Страсбургский рождественский базар неоднократно занимал первые места в различных рейтингах, в том числе по версии брюссельской организации «European Best Destinations» в 2014 и 2015 годах и по версии сайта CNN travel в 2017 году. Европейская популярность рынка способствовала его международному продвижению: с 2009 года страсбургский рождественский рынок экспортировался в Токио, Москву, Пекин, Тайбэй, Сеул и Нью-Йорк.